# (2293) Guernica
(2293) Guernica (1977 EH1; 1934 PO; 1938 EZ; 1943 EZ; 1949 FH; 1949 FK1; 1949 FX; 1955 HT; 1965 AK; 1971 DX; 1976 AD; 1980 VT1) ist ein Asteroid des Hauptgürtels, der am 13. März 1977 vom russischen (damals: Sowjetunion) Astronomen Nikolai Stepanowitsch Tschernych am Krim-Observatorium (Zweigstelle Nautschnyj) auf der Halbinsel Krim (IAU-Code 095) entdeckt wurde.

## Benennung
(2293) Guernica wurde nach der Stadt Gernika (spanisch: Guernica y Luno) benannt, die in der Autonomen Gemeinschaft Baskenland in Spanien liegt und dort eine Stadt von spezifischer historisch-politischer Bedeutung sowie ein historisches Zentrum der baskischen Kultur ist.